# Euchromia nigrotegulalis
Euchromia nigrotegulalis là một loài bướm đêm thuộc phân họ Arctiinae, họ Erebidae.